# Râul Pietriș, Tinoasa
Râul Pietriș sau Râul Săuceasca este un curs de apă, afluent al râului Tinoasa. 